# Sabaya
Sabaya ist eine Ortschaft im Departamento Oruro im Hochland des südamerikanischen Anden-Staates Bolivien.

## Lage im Nahraum
Sabaya ist der Verwaltungssitz der Provinz Sabaya und zentraler Ort des Municipio Sabaya. Die Ortschaft liegt auf einer Höhe von 3707 m im Flusstal des Río Sabaya am Ostabhang des Cerro Pumari (4787 m). 25 Kilometer südöstlich von Sabaya liegt der Salzsee Salar de Coipasa, 20 Kilometer in südwestlicher Richtung der Stratovulkan Tata Sabaya (5385 m).

## Geographie
Das Klima in der Region ist semiarid, der Jahresniederschlag liegt bei nur 200 mm (siehe Klimadiagramm Sabaya). Von April bis November herrscht Trockenzeit mit Monatswerten von weniger als 10 mm Niederschlag, die Feuchtezeit im Sommer ist kurz und der Regen wenig ergiebig. Die Jahresdurchschnittstemperatur liegt bei knapp 7 °C ohne wesentliche Schwankungen im Jahresverlauf, aber mit starken Tagesschwankungen der Temperatur und häufigem Frostwechsel.
Die Vegetation in der Region entspricht der semiariden Puna. Sie ist baumlos und setzt sich vor allem aus Dornsträuchern, Gräsern, Sukkulenten und Polsterpflanzen zusammen. Sie wird wirtschaftlich als Lama-, Alpaka- und Schafweide genutzt.

## Verkehrsnetz
Sabaya liegt in einer Entfernung von 189 Straßenkilometern südwestlich von Oruro, der Hauptstadt des gleichnamigen Departamentos.
Von Oruro aus führt die Nationalstraße Ruta 12 über 189 Kilometer in südwestlicher Richtung über Ancaravi und Huachacalla bis Sabaya und weiter nach Pisiga Bolívar an der chilenischen Grenze.

## Bevölkerung
Die Einwohnerzahl der Ortschaft ist in den vergangenen beiden Jahrzehnten auf knapp das Doppelte angestiegen:
| Jahr | Einwohner | Quelle       |
| ---- | --------- | ------------ |
| 1992 | 260       | Volkszählung |
| 2001 | 573       | Volkszählung |
| 2013 | 486       | Volkszählung |
| 2024 |           | Volkszählung |

Die Region weist einen hohen Anteil an Aymara-Bevölkerung auf, im Municipio Sabaya sprechen 62,9 Prozent der Bevölkerung die Aymara-Sprache.